# Ocotepec, Cochoapa el Grande
Ocotepec är en ort i Mexiko.   Den ligger i kommunen Cochoapa el Grande och delstaten Guerrero, i den sydöstra delen av landet, 270 km söder om huvudstaden Mexico City. Ocotepec ligger 1 566 meter över havet och antalet invånare är 214.
Terrängen runt Ocotepec är bergig åt sydväst, men åt nordost är den kuperad. Runt Ocotepec är det ganska glesbefolkat, med 43 invånare per kvadratkilometer. Närmaste större samhälle är San Rafael, 12,3 km nordväst om Ocotepec. I omgivningarna runt Ocotepec växer huvudsakligen savannskog.